# Tomasz Kupisz
Tomasz Kupisz (Radom, 2 gennaio 1990) è un calciatore polacco, centrocampista o ala dell'Hutnik Varsavia.

## Caratteristiche tecniche
Può giocare sia da ala destra sia da trequartista, ma preferisce la prima opzione per sfruttare al meglio la sua abilità di crossatore. Longilineo, veloce e abile negli inserimenti, sotto porta si dimostra inoltre un ottimo uomo-assist.

## Carriera

### Club

#### Gli inizi e l'affermazione in Polonia
Cresce calcisticamente per alcuni club della sua città natale, È entrato a far parte del Wigan Athletic nel luglio 2006 dopo che i suoi scout lo avevano notato in un torneo nazionale. Nelle prime due stagioni vista la giovane età ha fatto parte delle selezioni giovanili, invece dalla stagione 2008–2009 entra in pianta stabile nel giro della prima squadra, facendo il suo debutto il 26 agosto 2008 nella partita di Carling Cup contro il Notts County dove la squadra ha vinto 4-0. Nonostante avesse segnato un gol, l'allenatore non lo ha più schierato nei successivi incontri di coppa limitandosi a convocarlo saltuariamente solo per le partite di campionato.
Il 29 maggio 2009 il Wigan Athletic gli rinnova il contratto di un anno.
Nella stagione 2009-2010 è stato il terzo capocannoniere nella seconda squadra segnando 6 gol in 13 partite, giocando sulla fascia. Ha fatto anche un gol alle riserve del Liverpool e al Manchester United. Senza ulteriori presenze con la prima squadra, nel giugno del 2010 scioglie il contratto con il Wigan Athletic.
Il 2 giugno 2010 lo Jagiellonia Białystok acquista Kupisz, che al momento era svincolato. Debutta il 29 luglio 2010 in UEFA Europa League nella partita persa per 2-1 contro l'Aris Salonicco.
Con la squadra di Białystok diviene in breve tempo un punto fermo del centrocampo e uomo-assist, le ottime prestazioni gli valgono l'interesse di alcuni buoni club di prima fascia tedeschi ed inglesi, con la squadra giallorossa gioca in totale 110 partite riuscendo a segnare 15 reti, ben 21 assist e riuscendo conquistare la Supercoppa di Polonia 2010.

#### L'arrivo al Chievo e i vari prestiti
Nel 2013 è acquistato dalla società italiana del Chievo, debuttando in Serie A il 18 maggio 2014, sua unica presenza stagionale, nella partita vinta per 2-1 contro l'Inter all'ultima giornata di campionato.
Il 7 gennaio 2015 passa in prestito al Cittadella in Serie B. Realizza la sua prima rete all'esordio contro il Modena, segnando altre 3 reti nel corso della stagione rispettivamente contro Latina, Spezia e Catania rivelandosi anche un ottimo uomo-assist, termina la stagione con 4 reti messe a segno in 19 presenze che tuttavia non basteranno a non far retrocedere la squadra granata.
L'11 luglio dello stesso anno passa in prestito al Brescia fino al termine della stagione. Esordisce il 5 settembre nella gara contro il Cesena. Il 16 ottobre segna i suoi primi due gol stagionali contro l'Avellino nel pareggio avvenuto per 3-3. Termina la stagione con 6 reti di cui due doppiette contro Avellino e Cagliari 8 assist in 40 presenze, portando le rondinelle ad un tranquillo undicesimo posto facendo ritorno a Verona.
Il 5 luglio 2016 viene mandato in prestito per la terza volta consecutiva sempre in Serie B questa volta al Novara Calcio che lo presenta a stampa e tifosi già il giorno successivo. Fa il suo esordio con i piemontesi il 10 settembre in occasione della terza giornata di campionato e della vittoria per 1-0 sulla Salernitana, segna il suo primo gol con il suo nuovo club il 29 ottobre nella sconfitta esterna subita per 4-3 contro la Ternana.

#### Cesena, Ascoli e Livorno
Il 29 giugno 2017 viene ceduto al Cesena a titolo definitivo. Segna 4 gol in 31 partite di B e il 21 luglio 2018 il calciatore polacco viene acquistato dall'Ascoli a parametro zero a causa del fallimento del club romagnolo.
Dopo aver giocato 6 partite con i bianconeri, il 22 gennaio 2019 passa in prestito al Livorno, sempre in Serie B. Con i labronici gioca 9 partite, contribuendo alla salvezza finale.

#### Bari e prestiti a Trapani e Salernitana
Il 13 luglio 2019 viene ufficializzato il passaggio a titolo definitivo al Bari, in Serie C.
Esordisce con la squadra pugliese l'11 agosto 2019 nella partita contro la Paganese valevole per la Coppa Italia di Serie C, segnando il momentaneo 1-0; la partita terminerà poi 3-2 per il Bari.
Il 24 gennaio 2020 passa in prestito fino alla fine della stagione al Trapani. Due giorni dopo fa il suo esordio con i siciliani nella partita in casa del Venezia (1-1). Il 17 luglio segna il suo primo gol, nella partita in casa del Pisa, persa per 3-2.
Terminato il prestito al Trapani (con la retrocessione dei siculi), il 15 settembre 2020 viene ceduto nuovamente a titolo temporaneo, con obbligo di riscatto in caso di promozione, questa volta alla Salernitana. Il 17 ottobre successivo mette a segno i primi gol con i campani, segnando una doppietta nella partita vinta col Pisa per 4-1. Con 3 gol segnati in 31 incontri contribuisce alla storia promozione della Salernitana in Serie A.

#### Pordenone e prestito alla Reggina
Il 21 luglio 2021 firma un contratto biennale con il Pordenone.
Il 31 gennaio 2022 viene ceduto in prestito con diritto di riscatto alla Reggina, con cui scende in campo 16 volte prima di tornare ai neroverdi al termine della stagione.

#### Ritorno al Jagiellonia
Il 2 settembre 2022, Kupisz torna al Jagiellonia dopo ben 9 anni dall'ultima volta, firmando un contratto biennale.

### Nazionale
Ha iniziato la trafila con le giovanili della Polonia nel 2005 raccogliendo sei presenze con l'Under-17, nel 2007 è stato un punto fermo dell'Under-19 riuscendo a segnare 4 reti in 14 presenze, nel 2010 si alterna oltre che alla nazionale maggiore tra Under-20 con la quale scende in campo in due occasioni e con l'Under-21 segnando il suo primo gol il 1º giugno 2011 nella vittoria fuori casa per 2-4 contro la Moldavia Under-21.
Ha fatto parte della nazionale maggiore polacca tra il 2010 e il 2013, debuttando il 10 dicembre 2010 ad Antalya, nell'amichevole finita 2-2 contro la Bosnia ed Erzegovina.

## Statistiche

### Presenze e reti nei club
Statistiche aggiornate al 2 maggio 2023.
| Stagione                     | Squadra                      | Campionato                   | Campionato | Campionato | Coppe nazionali | Coppe nazionali | Coppe nazionali | Coppe continentali | Coppe continentali | Coppe continentali | Altre coppe | Altre coppe | Altre coppe | Totale | Totale |
| Stagione                     | Squadra                      | Comp                         | Pres       | Reti       | Camp            | Pres            | Reti            | Camp               | Pres               | Reti               | Comp        | Pres        | Reti        | Pres   | Reti   |
| ---------------------------- | ---------------------------- | ---------------------------- | ---------- | ---------- | --------------- | --------------- | --------------- | ------------------ | ------------------ | ------------------ | ----------- | ----------- | ----------- | ------ | ------ |
| ago.-nov. 2006               | Wigan                        | PL                           | 0          | 0          | FACup+CdL       | 0               | 0               | -                  | -                  | -                  | -           | -           | -           | 0      | 0      |
| nov.-dic. 2006               | Oldham Athletic              | L1                           | 3          | 0          | FACup+CdL       | 0               | 0               | -                  | -                  | -                  | FLT         | 0           | 0           | 3      | 0      |
| dic. 2006-2007               | Wigan                        | PL                           | 0          | 0          | FACup+CdL       | 0               | 0               | -                  | -                  | -                  | -           | -           | -           | 0      | 0      |
| 2007-2008                    | Wigan                        | PL                           | 0          | 0          | FACup+CdL       | 0               | 0               | -                  | -                  | -                  | -           | -           | -           | 0      | 0      |
| 2008-2009                    | Wigan                        | PL                           | 0          | 0          | FACup+CdL       | 0+1             | 1               | -                  | -                  | -                  | -           | -           | -           | 1      | 1      |
| 2009-2010                    | Wigan                        | PL                           | 0          | 0          | FACup+CdL       | 0               | 0               | -                  | -                  | -                  | -           | -           | -           | 0      | 0      |
| Totale Wigan                 | Totale Wigan                 | Totale Wigan                 | 0          | 0          |                 | 1               | 1               |                    | -                  | -                  |             | -           | -           | 1      | 1      |
| 2010-2011                    | Jagiellonia Białystok        | EK                           | 30         | 5          | CP              | 4               | 0               | UEL                | 2                  | 0                  | SP          | 1           | 0           | 37     | 5      |
| 2011-2012                    | Jagiellonia Białystok        | EK                           | 29         | 5          | CP              | 1               | 1               | UEL                | 2                  | 0                  | -           | -           | -           | 32     | 6      |
| 2012-2013                    | Jagiellonia Białystok        | EK                           | 30         | 1          | CP              | 4               | 3               | -                  | -                  | -                  | -           | -           | -           | 34     | 4      |
| lug.-set. 2013               | Jagiellonia Białystok        | EK                           | 6          | 0          | CP              | 1               | 0               | -                  | -                  | -                  | -           | -           | -           | 7      | 0      |
| 2013-2014                    | Chievo                       | A                            | 1          | 0          | CI              | 0               | 0               | -                  | -                  | -                  | -           | -           | -           | 1      | 0      |
| 2014-gen. 2015               | Chievo                       | A                            | 0          | 0          | CI              | 0               | 0               | -                  | -                  | -                  | -           | -           | -           | 0      | 0      |
| Totale Chievo                | Totale Chievo                | Totale Chievo                | 1          | 0          |                 | 0               | 0               |                    | -                  | -                  |             | -           | -           | 1      | 0      |
| gen.-giu. 2015               | Cittadella                   | B                            | 19         | 4          | CI              | 0               | 0               | -                  | -                  | -                  | -           | -           | -           | 19     | 4      |
| 2015-2016                    | Brescia                      | B                            | 40         | 6          | CI              | 2               | 0               | -                  | -                  | -                  | -           | -           | -           | 42     | 6      |
| 2016-2017                    | Novara                       | B                            | 27         | 1          | CI              | 1               | 0               | -                  | -                  | -                  | -           | -           | -           | 28     | 1      |
| 2017-2018                    | Cesena                       | B                            | 31         | 4          | CI              | 2               | 0               | -                  | -                  | -                  | -           | -           | -           | 33     | 4      |
| 2018-gen. 2019               | Ascoli                       | B                            | 9          | 0          | CI              | 0               | 0               | -                  | -                  | -                  | -           | -           | -           | 9      | 0      |
| gen.-giu. 2019               | Livorno                      | B                            | 9          | 0          | CI              | -               | -               | -                  | -                  | -                  | -           | -           | -           | 9      | 0      |
| 2019-gen. 2020               | Bari                         | C                            | 11         | 0          | CI-C            | 2               | 1               | -                  | -                  | -                  | -           | -           | -           | 13     | 1      |
| gen.-ago. 2020               | Trapani                      | B                            | 18         | 1          | CI              | -               | -               | -                  | -                  | -                  | -           | -           | -           | 18     | 1      |
| 2020-2021                    | Salernitana                  | B                            | 31         | 3          | CI              | 2               | 0               | -                  | -                  | -                  | -           | -           | -           | 33     | 3      |
| 2021- gen. 2022              | Pordenone                    | B                            | 9          | 0          | CI              | 1               | 0               | -                  | -                  | -                  | -           | -           | -           | 10     | 0      |
| feb.-giu. 2022               | Reggina                      | B                            | 16         | 0          | CI              | 0               | 0               | -                  | -                  | -                  | -           | -           | -           | 16     | 0      |
| 2022-2023                    | Jagiellonia Białystok        | EK                           | 12         | 1          | CP              | 0               | 0               | -                  | -                  | -                  | -           | -           | -           | 12     | 1      |
| Totale Jagiellonia Białystok | Totale Jagiellonia Białystok | Totale Jagiellonia Białystok | 107        | 12         |                 | 10              | 4               |                    | 4                  | 0                  |             | 1           | 0           | 122    | 16     |
| Totale carriera              | Totale carriera              | Totale carriera              | 331        | 31         |                 | 21              | 6               |                    | 4                  | 0                  |             | 1           | 0           | 357    | 37     |

### Cronologia presenze e reti in nazionale
| Cronologia completa delle presenze e delle reti in nazionale ― Polonia | Cronologia completa delle presenze e delle reti in nazionale ― Polonia | Cronologia completa delle presenze e delle reti in nazionale ― Polonia | Cronologia completa delle presenze e delle reti in nazionale ― Polonia | Cronologia completa delle presenze e delle reti in nazionale ― Polonia | Cronologia completa delle presenze e delle reti in nazionale ― Polonia | Cronologia completa delle presenze e delle reti in nazionale ― Polonia | Cronologia completa delle presenze e delle reti in nazionale ― Polonia |
| Data                                                                   | Città                                                                  | In casa                                                                | Risultato                                                              | Ospiti                                                                 | Competizione                                                           | Reti                                                                   | Note                                                                   |
| ---------------------------------------------------------------------- | ---------------------------------------------------------------------- | ---------------------------------------------------------------------- | ---------------------------------------------------------------------- | ---------------------------------------------------------------------- | ---------------------------------------------------------------------- | ---------------------------------------------------------------------- | ---------------------------------------------------------------------- |
| 10-12-2010                                                             | Adalia                                                                 | Polonia                                                                | 2 – 2                                                                  | Bosnia ed Erzegovina                                                   | Amichevole                                                             | -                                                                      | 78’                                                                    |
| 16-12-2011                                                             | Adalia                                                                 | Polonia                                                                | 1 – 0                                                                  | Bosnia ed Erzegovina                                                   | Amichevole                                                             | -                                                                      | 84’                                                                    |
| 14-12-2012                                                             | Adalia                                                                 | Macedonia                                                              | 1 – 4                                                                  | Polonia                                                                | Amichevole                                                             | -                                                                      | 60’                                                                    |
| Totale                                                                 |                                                                        | Presenze                                                               | 3                                                                      |                                                                        | Reti                                                                   | 0                                                                      |                                                                        |

| Cronologia completa delle presenze e delle reti in nazionale (partite non ufficiali) ― Polonia | Cronologia completa delle presenze e delle reti in nazionale (partite non ufficiali) ― Polonia | Cronologia completa delle presenze e delle reti in nazionale (partite non ufficiali) ― Polonia | Cronologia completa delle presenze e delle reti in nazionale (partite non ufficiali) ― Polonia | Cronologia completa delle presenze e delle reti in nazionale (partite non ufficiali) ― Polonia | Cronologia completa delle presenze e delle reti in nazionale (partite non ufficiali) ― Polonia | Cronologia completa delle presenze e delle reti in nazionale (partite non ufficiali) ― Polonia | Cronologia completa delle presenze e delle reti in nazionale (partite non ufficiali) ― Polonia |
| Data                                                                                           | Città                                                                                          | In casa                                                                                        | Risultato                                                                                      | Ospiti                                                                                         | Competizione                                                                                   | Reti                                                                                           | Note                                                                                           |
| ---------------------------------------------------------------------------------------------- | ---------------------------------------------------------------------------------------------- | ---------------------------------------------------------------------------------------------- | ---------------------------------------------------------------------------------------------- | ---------------------------------------------------------------------------------------------- | ---------------------------------------------------------------------------------------------- | ---------------------------------------------------------------------------------------------- | ---------------------------------------------------------------------------------------------- |
| 2-2-2013                                                                                       | Malaga                                                                                         | Romania                                                                                        | 1 – 4                                                                                          | Polonia                                                                                        | Amichevole                                                                                     | -                                                                                              | 55’                                                                                            |
| Totale                                                                                         |                                                                                                | Presenze                                                                                       | 1                                                                                              |                                                                                                | Reti                                                                                           | 0                                                                                              |                                                                                                |

## Palmarès

### Club

#### Competizioni nazionali
- Supercoppa di Polonia: 1

Jagiellonia: 2010
- Campionato polacco: 1

Jagiellonia: 2023-2024